# Hippasella arapensis
Hippasella arapensis is een spinnensoort in de taxonomische indeling van de wolfspinnen (Lycosidae).
Het dier behoort tot het geslacht Hippasella. De wetenschappelijke naam van de soort werd voor het eerst geldig gepubliceerd in 1908 door Strand.